# フニャディ・ヤーノシュ
フニャディ・ヤーノシュ（ハンガリー語: Hunyadi János、イオアン・デ・フネドアラ（ルーマニア語: Iancu/Ioan de Hunedoara）、ヨハネス・コルヴィヌス（デ・フニャド）（ラテン語: Ioannes Corvinus/de Hunyad、1387年/1407年/1409年 - 1456年8月11日）は、現在のルーマニア出身のハンガリーの貴族。
同時代の史料には、ルーマニア南部のワラキアの貴族の家系の出身と記される。オスマン帝国の侵入に晒されるハンガリー南部の国境地帯に身を置き、戦闘を経て軍事技術を習得した。1441年にトランシルヴァニアの公（ヴォイヴォダ）といくつかの地区の知事に任ぜられ、国境の防衛を一手に引き受けた。
フニャディは気分次第で従軍を決める貴族出身の騎士に頼らず、錬度が高い傭兵と士気の高い志願兵を戦力の中心に据えた。ボヘミアのフス派の傭兵が戦力の中心であり、親族、信奉者、家臣を軍に加え、一般の民衆も軍隊に編入した。そして、戦闘に大型の四輪荷車を連結するフス派の戦法を導入した。一連の軍事技術の革新によって、フニャディは1440年代初頭にハンガリー南部に侵入したオスマン軍に勝利することができた。1444年のヴァルナの戦い、1448年のコソヴォの戦いでの敗北にもかかわらず、1443年から1444年にかけてのバルカン山脈を越えての「大遠征」と1456年のベオグラードでの包囲戦におけるオスマン帝国皇帝メフメト2世に対する勝利によって、偉大なる指揮官としての名声を確立した。キリスト教世界のために戦う兵士を激励するため、ローマ教皇は週に一度教会の鐘を鳴らすよう命じていたが、1456年のベオグラード防衛の後、カトリックの教会と一部のプロテスタントの教会はフニャディの勝利を記念して毎日の正午に鐘を鳴らすようになった。
フニャディは、政治家としても優れた素質を持っていた。1440年代初頭にヴワディスワフ3世（後のウラースロー1世）とラディスラウス・ポストゥムス（後のラースロー5世）がハンガリー王位を巡って争った時、フニャディは前者を積極的に支持した。議会の中小貴族から支持を集めたフニャディは、1445年にウラースロー1世の死後にハンガリー王に選出されたラースロー5世が成年に達するまでの間、ハンガリーの国政を担当する7人の「レルムの指導者」のうちの1人に選出された。続く国会で、フニャディは唯一の摂政に選出された。1452年に摂政の地位を辞した後、ラースロー5世はフニャディを総司令官に命じ、多くの爵位を与えた。かくしてフニャディはハンガリーの有力な大貴族の1人になり、その死去まで議会における影響力を維持した。
教皇ピウス2世はフニャディを「Athleta Christi」（キリスト教の守護者）と讃えたが、フニャディはベオグラードの勝利の3週間後に軍内で流行していた疫病に罹って没した。フニャディの勝利によって、ハンガリー王国は長らくオスマン帝国の侵入から守られた。

## 出自

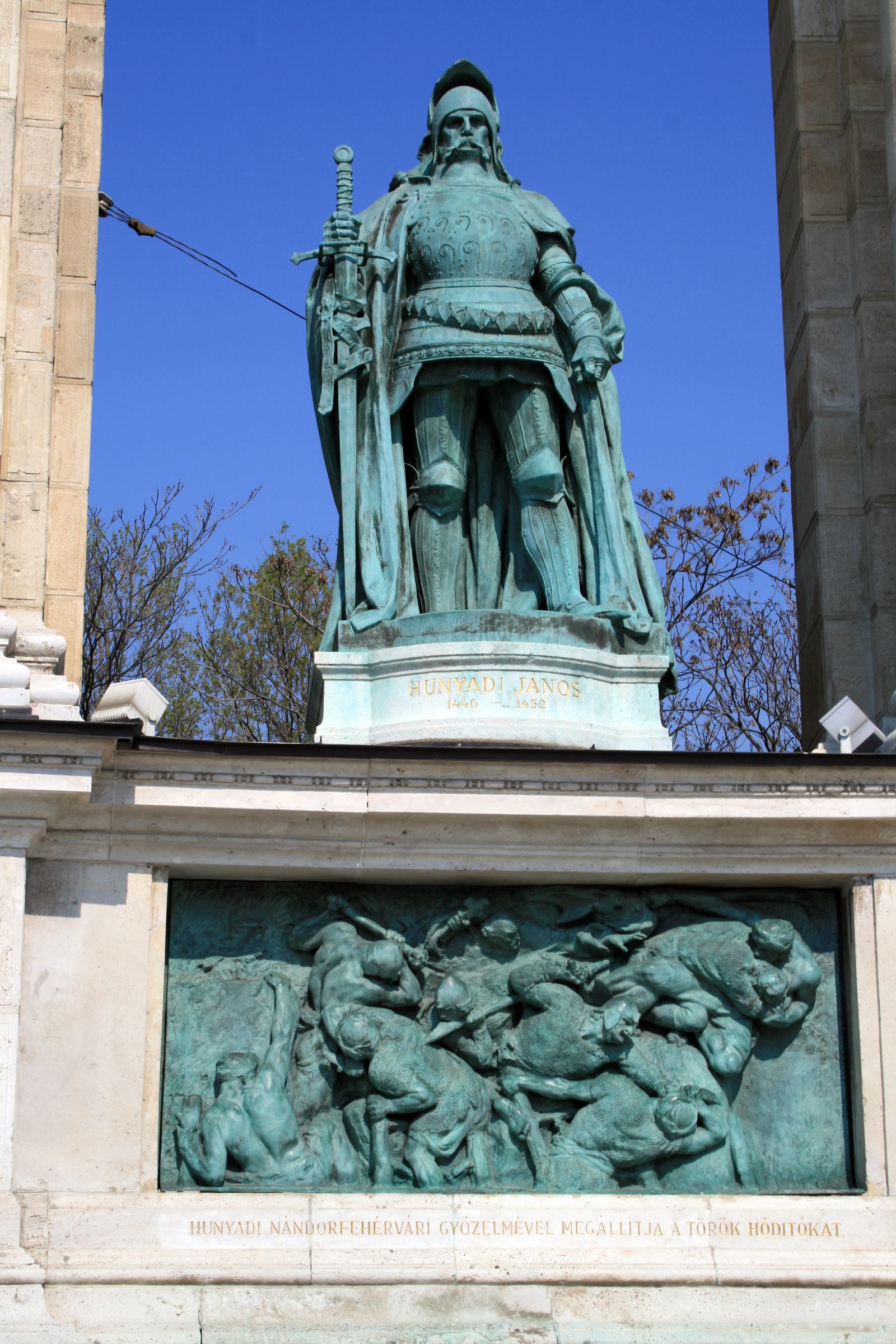
ブダペストの英雄広場に置かれているフニャディ像

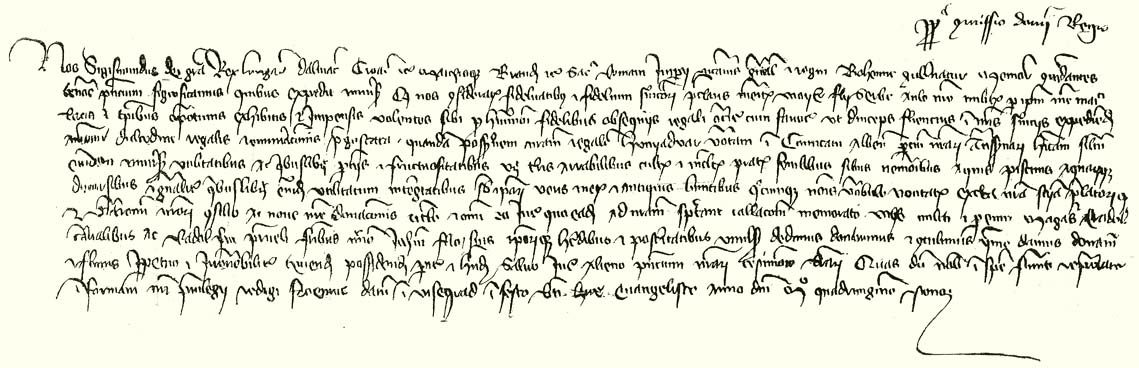
ジグモンドの発した特許状（1409年8月18日付）

フニャディ家はルーマニアのワラキア出身のハンガリー貴族であり、ルーマニア人を祖に持つと多くの資料に記されている。フニャディ存命時の文献の中には、彼を指してValachusやBalachusといった、「ワラキア人」の意味を持つ言葉を使っているものもある。グラッツ・フェレンツなどの一部の歴史家は、フニャディをクマン人の末裔と考えている。また、ハツェグ出身のルーマニア人小貴族の出とする説もある。

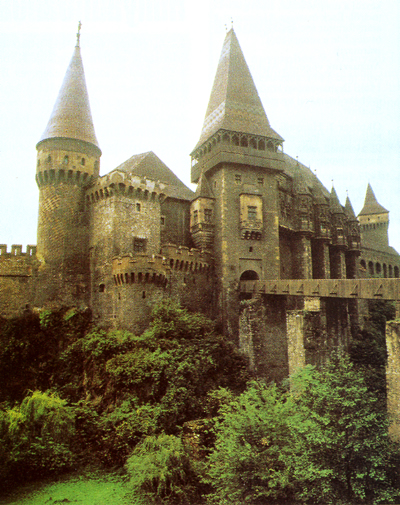
フニャド城

フニャディの名前が最初に現れるのは1409年にハンガリー王ジグモンド（神聖ローマ皇帝ジギスムント）が発した書状である。ハンガリーの宮廷に仕えていたフニャディの父ヴォイクは、この年にジグモンドからフニャド城（現在のルーマニアのフネドアラ県に位置する）と領地、貴族としての地位を与えられた。姓の「フニャディ」は、このフニャド城に由来する。
フニャディの祖父は、集落の指導者だと考えられている。中世の年代記作家は父ヴォイクをヴラフ人の家系の生まれと記し、後世の歴史学者も年代記作家の見解に同意している.。ヴォイクはハンガリーの貴族（クニャージ）であるが、ヴォイクの名前の語源がタタール・クマン人の人名と関連性を示すことに着目する見解もある。
フニャディの母親のモルジナイ・エルジェーベト（ハンガリー語: Morzsinay Erzsébet、ルーマニア語: Elisabeta MorşinaもしくはElisabeta de Margina）は、カランセベシュ出身のマジャル人零細貴族と考えられている。16世紀のトランシルヴァニア・ザクセン人の歴史家であるヘルタイ・ガーシュパールは、エルジェーベトをフニャド（フネドアラ）出身の身分のルーマニア人小貴族と記した。
フニャディの次男であるマーチャーシュ1世に仕えた歴史家のアントニオ・ボンフィーニは、フニャディ家の祖先を古代ローマ時代の氏族であるCorvinaないしはValerianaに比定し、「ルーマニア人の父親とギリシャ人の母親から生まれた」主君の血筋を称えた。ボンフィーニと同時代のハンガリーの歴史家トゥローツィ・ヤーノシュも著書『ハンガリー年代記』で同じようにマーチャーシュ1世の血統を称え、フニャディ家をフン族の末裔とし、マーチャーシュ1世を「第二のアッティラ」と呼んだ。ボンフィーニは、伝記の中でマーチャーシュ1世をコルヴィヌス（ラテン語: Corvinus、「カラス」の意）の渾名で呼び、マーチャーシュ1世の父親であるフニャディもしばしばコルヴィヌスの渾名で呼ばれる。ヘルタイは、フニャディはジグモンドと貴族の娘エルジェーベトの間に生まれた落胤だと記している。

## 生涯

### 若年時
若年時のフニャディはハンガリー王国の宮廷に出仕していた。ジグモンドはフニャディの才能を評価して従者とし、時には彼に金を貸し与えた。1434年付けの文書には、フニャディ（Johannes dictus Olah）が1,200フロリンの金の融資を受けた旨が記載されている。 1410年にハンガリー王ジグモンドが神聖ローマ皇帝位を求めてフランクフルトに遠征した時に、幼いフニャディも行軍に伴われた。
成長したフニャディは、ジグモンドに従ってイタリア、ボヘミアでの戦役に従軍した。1420年にボヘミアのフス派との戦闘に参加し、1437年にはオスマン帝国軍に包囲されたスメデレヴォへの援軍として、ハンガリー南部に派遣された。遠征において、若いフニャディはジグモンド、セルビア公ステファン・ラザレヴィチ、イタリアの傭兵隊長フィリッポ・スコラーリらヨーロッパの有力な指導者や指揮官の下で働いた。1431年から1433年の間に、ミラノに滞在したフニャディはこの地の僭主フィリッポ・マリーア・ヴィスコンティの下で傭兵隊長を務めるフランチェスコ・スフォルツァと面識を持った。
やがてフニャディはハンガリー王から多くの土地を授与され、議会での地位を高めていく。フニャディの人気は急速に高まり、1438年にセヴェリンの侯の地位を与えられ、ハンガリー南部の防衛を委任される。カルパチア山脈、ドラーヴァ川、サヴァ川、ドナウ川が含まれるハンガリー南部地域は、常にオスマン帝国の侵入の脅威に晒されていた。
1439年にハンガリー王アルベルトが没した後、1440年にアルベルトの息子のラディスラウス・ポストゥムス（ラースロー5世）を支持する大貴族と、ヤギェウォ朝のポーランド王ヴワディスワフ3世（ウラースロー1世）をハンガリー王に招こうとする中小貴族が争った。フニャディはヴワディスワフ3世を支持し、王位を巡る内戦はヴワディスワフ3世の勝利に終わった。だが、ウラースロー1世の即位後に、スラヴォニアとクロアチアはラディスラウスの母方の親族である大貴族ツィレイ家、ハンガリー北部は傭兵隊長のヤン・イスクラが支配し、中央から独立した勢力を形成していた。
1441年にフニャディはトランシルヴァニアの公（ヴォイヴォダ）、テメシュ（ティミショアラ）知事に任じられる。フニャディを対オスマン戦の要と考えたウラースロー1世は彼を重職に任命し、その軍功を評価してハンガリー東部の恩貸地を与えた。軍功を重ねて国王から多くの恩貸地を与えられたフニャディ家は、ハンガリー最大の貴族に成長する。最盛期のフニャディは23,000ヘクタールの土地、28の城砦、57の町、およそ1,000の村を所有していた。同時代の多くの大貴族と異なり、フニャディは個人的な利益のために自らの領地から上がる収入、保有する軍事力、政治的地位を濫用しなかった。そして、国王から援助を受けずに自らの領地からの収入で軍隊を組織し、オスマン帝国と戦った。

### オスマン帝国との戦闘
フニャディの領地はオスマン軍迎撃の主戦場となった。
1441年にフニャディはスメデレヴォでオスマン軍を迎撃し、激戦の末にイスハク・ベイを破る。1442年にメジト・ベイの率いるオスマン帝国軍がトランシルヴァニアに侵入し、ヘルマンシュタット（シビウ）が包囲を受ける。フニャディはオスマン軍を撃退し、メジト・ベイをはじめとする20,000のオスマン軍の将兵を敗死させた。同年9月にオスマン皇帝ムラト2世は報復としてハドゥム・シャハベッディン・パシャが率いる約80,000-100,000の兵士をトランシルヴァニアに派遣し、フニャディはマジャル人とセーケイ人の非正規兵からなる15,000の兵士を率いて、オスマン軍の迎撃にあたった。フニャディはカルパティア山脈を越えての奇襲をかけてオスマン軍を打ち破った。オスマン軍迎撃の緒戦においては、馬車を軍の側面においてバリケードの代わりとし、銃砲を装備した馬車を攻撃に使用するフス派の戦法が用いられた。
キリスト教国にとって最大の脅威であるオスマン帝国から勝利を収めたことで、キリスト教世界におけるフニャディの名声は高まった。フニャディはオスマン帝国に対して攻勢に出ようと試み、ウラースロー1世に親征の実施を訴えた。この「大遠征」には、ハンガリー・ポーランドの兵士だけでなく、ワラキア、ブルガリア、ボスニア、アルバニアの兵士も加わるものとなり、さらにハンガリーはアナトリア半島でオスマン帝国と敵対するカラマン侯国とも同盟した。フニャディが率いる部隊はウラースロー1世と別に行軍し、トラヤヌス門を通過してバルカン山脈を踏破した。フニャディの別動隊はセルビアのニシュ近郊でカシム・パシャ率いるオスマン軍に勝利し、ニシュを奪回する。ブルガリアのソフィアに入城を果たした後、フニャディはウラースロー1世の本隊と合流し、ハンガリー軍はイズラディ峠でムラト2世に勝利を収めた。ハンガリー軍はオスマン帝国の首都エディルネに進軍するが、山岳地帯に潜んでいたオスマン軍によって峠を封鎖され、加えて厳冬がハンガリー軍を襲った。ハンガリー軍は撤退せざるを得なくなり、遠征で重ねた勝利にもかかわらずボスニア、ヘルツェゴヴィナ、セルビア、ブルガリア、アルバニアにおけるオスマン帝国の影響力を完全に取り除くことはできなかった。
ハンガリーへの帰路についていたフニャディは、道中で教皇エウゲニウス4世が派遣した枢機卿ジュリアーノ・チェザリーニの訪問を受けた。チェザリーニ、セルビア公ジュラジ・ブランコヴィチとアルバニア公スカンデルベグらは、フニャディに戦争の再開とオスマン帝国のヨーロッパからの放逐を説いた。そして、ムラト2世はアナトリア半島方面を脅かすカラマン侯国に対処するため、ハンガリーに和平を提案した。ハンガリーの使節団はエディルネを訪れ、10年間の休戦、セルビアとワラキアへの圧力の軽減を条件とする和平が成立した。続いてムラト2世が派遣した使者がセゲドのハンガリー軍を訪れ、ジュラジ・ブランコヴィチとチェザリーニの仲介によってハンガリーに有利な条件で10年間の休戦協定が締結された。条約に調印したウラースロー1世は聖書に手を置いて協定の遵守を宣言したが、この時に既に和約の破棄の準備が進められていた。

### ヴァルナの戦い

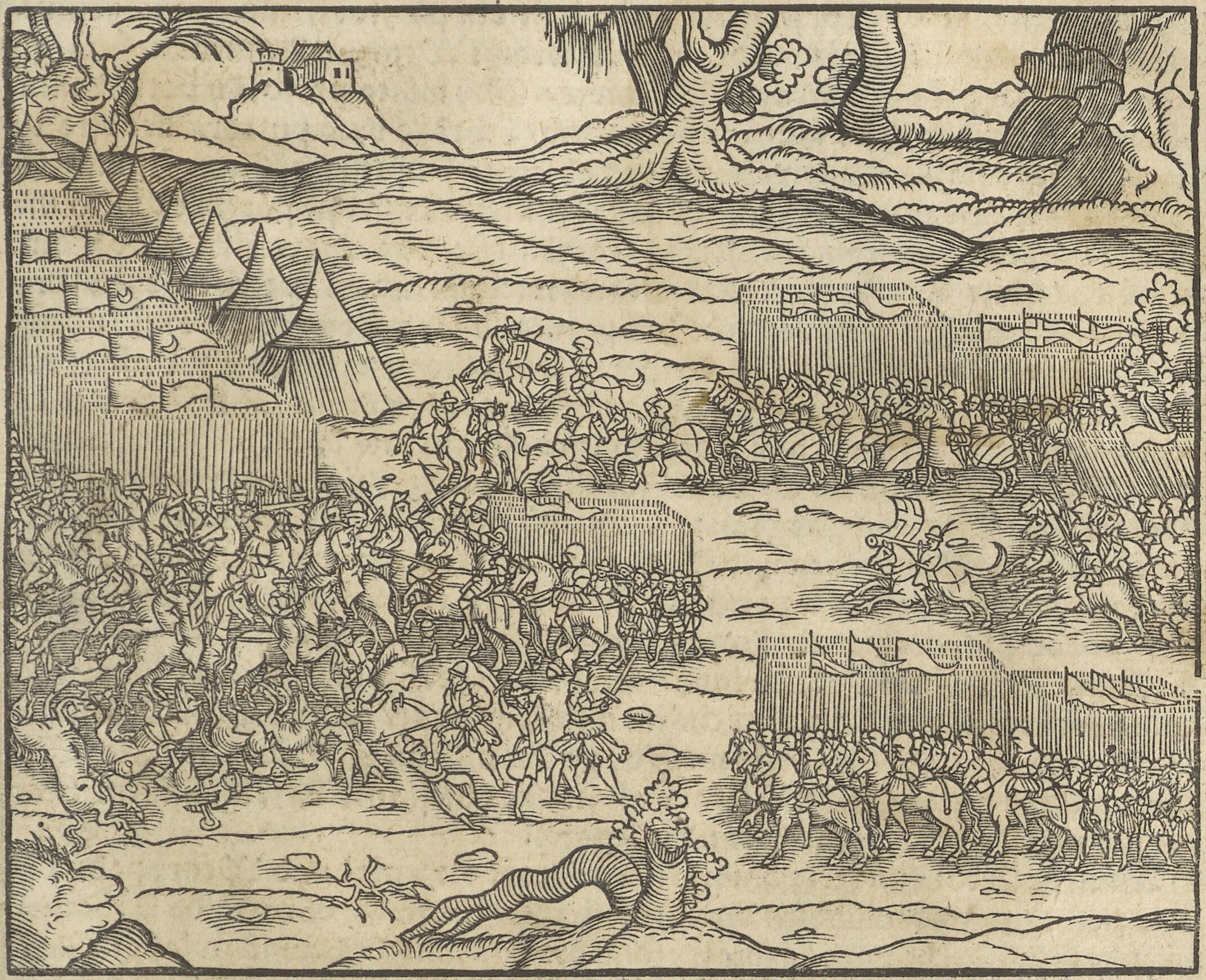
ヴァルナの戦い（1564年にマルチン・ビエルスキによって編纂された『ポーランド年代記』の挿絵より）

1442年2月初めにハンガリー軍はブダに帰還した。
和約の締結後にムラト2世は退位を宣言し、帝位を息子のメフメトに譲ってアナトリアのマニサに隠棲した。和約の締結から2日後、チェザリーニはヴェネツィアのガレー艦隊がアナトリアに移ったムラト2世のヨーロッパ帰国を阻止するためにボスポラス海峡を封鎖した知らせを受けて、ウラースロー1世に西欧の強国が海上でオスマン帝国を攻撃した時にはハンガリー軍は連携して陸地から攻撃をかけるという宣誓を思い出させた。1444年7月にハンガリー軍は国境地帯に引き返し、ヴェネツィア艦隊に護衛された東ローマ帝国の首都コンスタンティノープルに向かうため、黒海沿岸部に進軍する。一方、和約の破棄に直面したオスマン帝国では、大宰相チャンダルル・ハリル・パシャの要請により、隠棲していたムラト2世が皇帝に復位した。
しかし、ブランコヴィチはオスマン帝国の報復を恐れて密かにキリスト教国の動向をムラト2世に知らせ、チェザリーニの参加を妨害した。ヴァルナに到着したハンガリー軍は、ヴェネツィア艦隊がムラト2世の移動の妨害に失敗したことを知る。ムラト2世は輸送する兵士1人につき1ドゥカート（約3.73g）の金を支払う条件でジェノヴァから船舶を買収し、ヨーロッパに帰国していた。
1444年9月10日、フニャディはヴァルナで自軍の倍以上の兵数のオスマン軍と対峙する（ヴァルナの戦い）。フニャディはムラト2世の両翼を固める部隊を敗走させ、この時点ではまだハンガリー軍が勝利する可能性が残されていた。しかし、血気にはやったウラースロー1世は、指揮下の兵士達にムラト2世が率いる本隊への総攻撃を命じた。ムラト2世を護衛するイェニチェリはウラースロー1世の攻撃を容易に防ぎ、ウラースロー1世を馬から引きずりおろして殺害した。王の死によって混乱したハンガリー軍はオスマン軍の攻撃によって壊滅し、フニャディは「我々は王のために戦っているのではなく、キリスト教のために戦っているのだ」と軍を鼓舞したが、効果は無かった。フニャディは辛うじて戦場から脱出するが、逃走中にワラキア公ヴラド2世によって投獄された。ワラキアと事実上の反オスマン同盟を結び、フニャディは解放される。ウラースロー1世の首は蜂蜜に漬けられてバスラに送られ、槍の先に掲げられて晒し物にされた。
翌1445年に開催されたハンガリー議会において、5人の代表からなる臨時政府が樹立され、フニャディはトランシルヴァニア公の地位とティサ川沿岸部の4つの県を保有した。

### 摂政就任後
王を失ったハンガリーは無政府状態に陥り、ハプスブルク家のラディスラウス・ポストゥムスが新たなハンガリー王に選出された（ラースロー5世）が、神聖ローマ皇帝フリードリヒ3世はラースロー5世のハンガリー行きを許さなかった。1446年6月5日、ラースロー5世の名の下にフニャディはハンガリー王国の摂政（Regni Gubernator）に選出され、権限を授与された。摂政就任にあたってはヴァーラド司教ヴィテーズ・ヤーノシュの宣伝工作が功を奏し、中小貴族がフニャディの支持基盤を構成していた。ラースロー5世の解放を拒んだフリードリヒ3世への対応が、摂政となったフニャディの最初の仕事となった。ハプスブルク家の支配下にあるスティリア、ケルンテン、カルニオラを破壊し、ウィーンを脅かした後、フリードリヒ3世と2年間の休戦協定を締結した。
摂政就任後のフニャディは中央権力と国防の強化に努め、反大貴族・反ハプスブルク家の方針を採った。フニャディの指導下では中小貴族に有利な法令が施行され、宮廷の要職に彼らが登用された。しかし、摂政であるフニャディは王権の全てを有しておらず、中小貴族たちもフニャディへの全権の付与をためらっていたため、中央権力の強化は進展しなかった。
1448年にフニャディはペトル3世のモルダヴィア公即位を助け、見返りとして対オスマンの防備の拠点であるキリアを割譲される。この年にフニャディは教皇ニコラウス5世から金の鎖と公の称号を授与され、直後にオスマン帝国との戦争を再開した。しかし、大貴族のツィレイ家とセルビアはフニャディを裏切り、フニャディの同盟者であるスカンデルベグの到着は遅れていた。1448年10月にコソヴォでハンガリー軍とオスマン軍は激突し、3日にわたる戦闘の末にハンガリー軍はオスマン軍の包囲攻撃を受けて敗北する（コソヴォの戦い）。フニャディは逃走中にブランコヴィチに捕らえられ、セルビア、ツィレイ家と協定を結んだ後に解放された。コソヴォでの敗戦の後、ハンガリー内部の抗争によってオスマン帝国に対する軍事作戦は中断された。国内での立場が弱まったフニャディは、ハプスブルク派の貴族に接近して地位の回復を図ることになる。
1450年にフニャディはポジョニ（ブラチスラヴァ）に赴き、フリードリヒ3世とラースロー5世の解放について協議するが、合意には至らなかった。この年にフニャディ家・ツィレイ家・セルビアの同盟に大貴族のガライ家とウイラキ家が加わり、フニャディの長男ラースローはガライ家、次男のマーチャーシュはツィレイ家の娘と結婚した。同盟を結成した大貴族たちは協力してハンガリーに国王を迎え入れようとし、オーストリア・ボヘミアの支持を得て、フリードリヒ3世にラースロー5世のハンガリー行きを決定させた。翌1451年、フニャディは軍備を整えるために再びオスマン帝国と休戦協定を締結する。
大貴族ツィレイ・ウルリクらをはじめとするフニャディの政敵たちは、彼が国王を打倒する陰謀を企てていると非難した。より混迷する国内情勢を安定させるため、フニャディは摂政の地位と権限を返上しなければならなくなった。1452年にフニャディはウィーンに赴き、成年に達したラースロー5世に王権を返還した。
1453年初頭にフニャディはハンガリーに帰国し、ラースロー5世はフニャディを総司令官兼大蔵卿に任命した。また、フニャディには多くの称号と恩貸地が授与され、ビストリツァ、トランシルヴァニア・ザクセン人の居住区がフニャディの領地に加わった。ツィレイ・ウルリクはフニャディの地位を妬み、ガライ家、ウイラキ家と同盟してフニャディに敵対した。

### ベオグラードの勝利と死

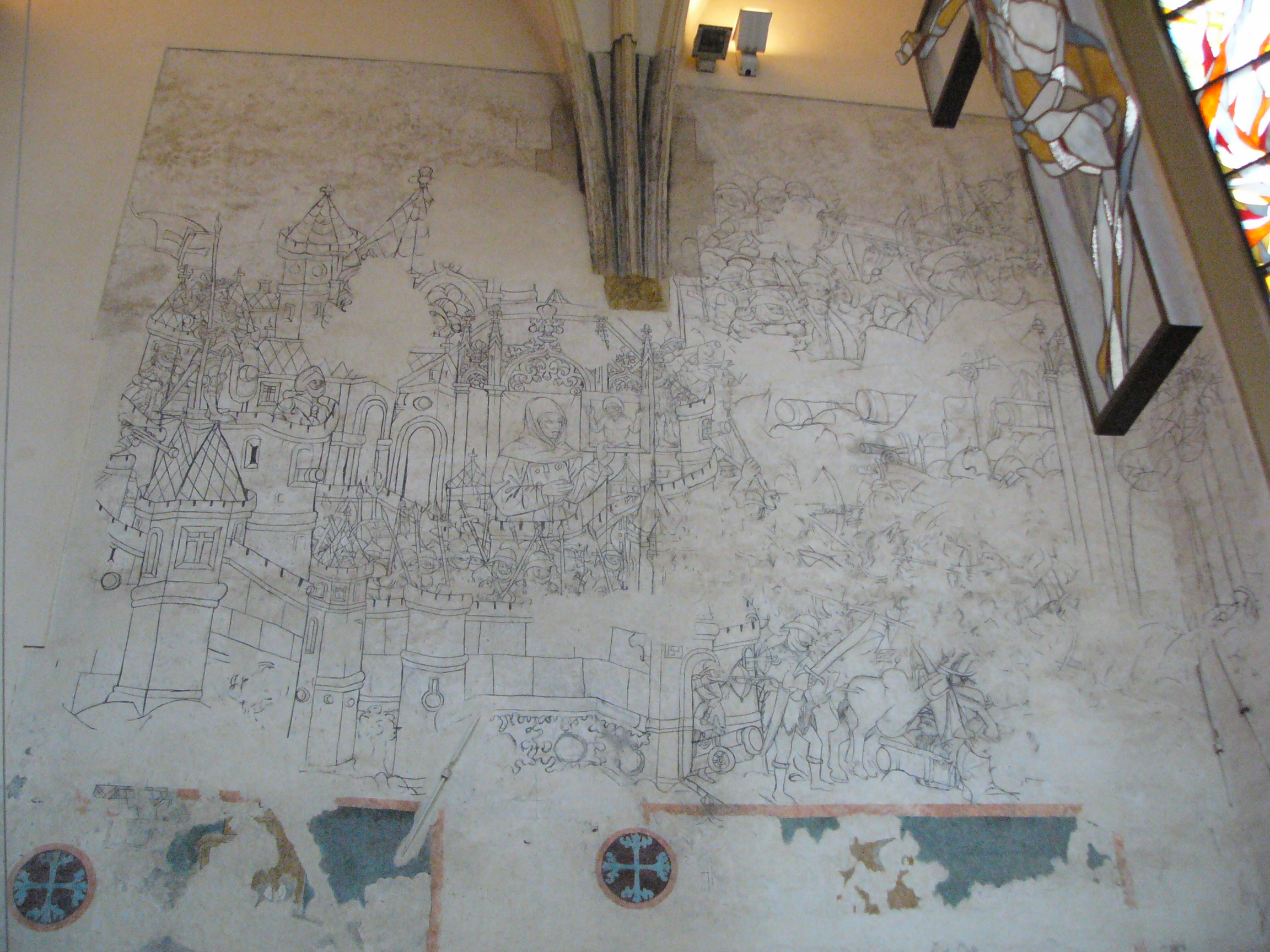
1468年にオロモウツにある聖母マリア無原罪懐胎の教会の壁面に描かれた、ベオグラード包囲戦のフレスコ画

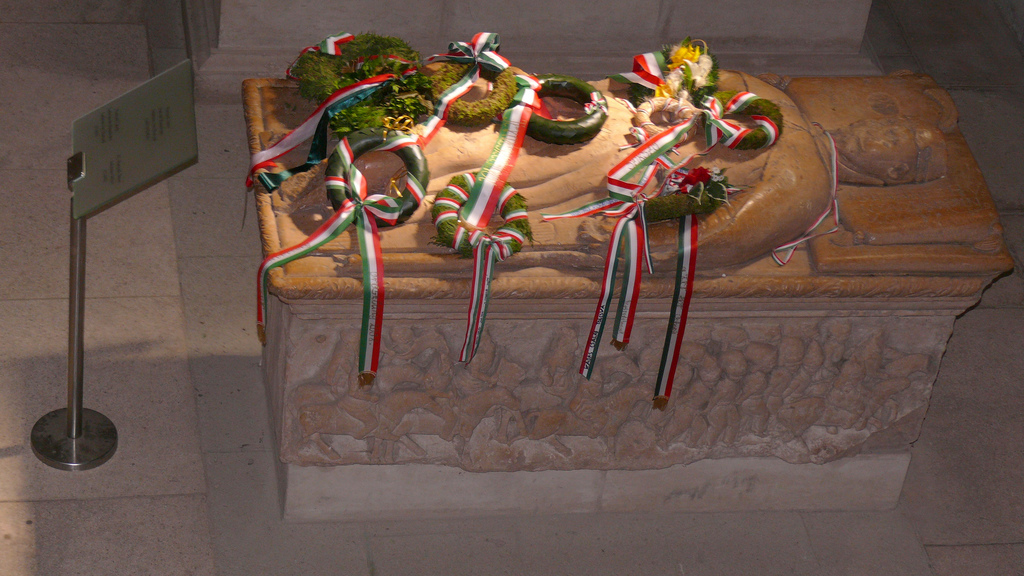
アルバ・ユリアの聖ミハイ聖堂内のフニャディの墓

1453年にオスマン帝国によるコンスタンティノープル包囲が進められる中、東ローマ皇帝コンスタンティノス11世パレオロゴスはハンガリーに援助を求めたが、フニャディは国内の事情と休戦協定を理由に明確な返答を避けた。同年にコンスタンティノープルが陥落する（コンスタンティノープルの陥落）と、オスマン帝国は再びハンガリーを攻撃の目標とする。皇帝メフメト2世は、南ハンガリーへの入り口であるナーンドルフェヘールヴァール（現在のベオグラード）を攻略の対象とし、ナーンドルフェヘールヴァールの陥落はオスマン軍の中央ヨーロッパへの進路が開かれることを意味していた。オスマン軍の攻勢に対してラースロー5世は国外に逃亡し、大貴族たちは腰を上げようとしなかった。
フニャディは政敵との不和を解消した後、1455年末に包囲を受けていたナーンドルフェヘールヴァールに到着する。ナーンドルフェヘールヴァールに自身が調達した武器と食料を補給し、指揮官として義弟のシラージ・ミハーイと長男ラースローを要塞に残していったん離脱した。フニャディは兵士を集め、ドナウ河畔の町や村からかき集めた200隻の小舟で即席の艦隊を作り上げた。教皇の元から派遣されたフランシスコ会の修道士ジョヴァンニ・ダ・カピストラーノがフニャディの有力な協力者となり、軍事経験の無い貧民から構成される十字軍を情熱的な演説で奮い立たせていた。カピストラーノの率いる兵士のほとんどは鎌や熊手といった農具で武装しており、彼らはフニャディが率いる少数精鋭の傭兵隊の下に集まった。
1456年7月にメフメト2世の率いる軍隊がナーンドルフェヘールヴァールの前に現れ、町に砲撃を加えた。カピストラーノが率いる寄せ集めの兵士と即席の艦隊がオスマン軍に攻撃を行っている間にフニャディは包囲を受けているナーンドルフェヘールヴァールに突入し、城内の守備隊と合流した。オスマン軍が城壁に開けられた裂け目から市内に突入すると、フニャディは城内に配置した伏兵で奇襲をかけて勝利を収め、オスマン軍の将軍・イェニチェリの多くが戦死した（1456年のベオグラード包囲戦）。
フニャディの勝利により、ハンガリー南東部ではおよそ70年の間平穏な状態が保たれた。しかし、包囲が解除された3週間後にハンガリー軍内で疫病が流行し、1456年8月11日にフニャディは病に罹って没した。死因はペストと考えられている。最期にフニャディは「私は友人を、キリスト教を、ハンガリーを全ての敵から守りぬいた。キリスト教の信徒同士で争ってはならない。仲間同士の争いで無駄な力を使うことがあれば、運命は閉ざされ、我々の国の墓が建つだろう」と言い遺した。

## 評価
フニャディは次男のマーチャーシュ1世とともにハンガリーの国民的英雄とみなされ、オスマン帝国の脅威からの守護者として称賛されている。非マジャル人の出身であるフニャディはハンガリー的な精神とハンガリー貴族の思考を受容することに努めたが、自身の出自を忘れ去ることは無かった。ハンガリーの大貴族たちから敵視され、時には王からも恐れられた。しかし、配下の兵士とハンガリーの中小貴族、そして民衆からは敬愛され、オスマン帝国の皇帝（スルターン）はフニャディに対してハンガリー王以上に敬意を払っていた。ハンガリーが外圧と内訌に苦しみ、国王が名目だけの存在となる中でフニャディは苦難に立ち向かい、死後も民族的英雄として称賛された。「ハンガリー第二の国歌」といわれる「訓辞」（Szózat）の歌詞には、フニャディの名前が現れる。
ルーマニア史においても、フニャディは重要な役割を果たした。1442年以降、フニャディはワラキア公国とモルドヴァ公国に大きな影響力を持つようになった。ルーマニア人に属する血統とトランシルヴァニア公（ルーマニアの一地域であるトランシルヴァニアは、フニャディの存命中はハンガリー王国に属していた）の地位により、ルーマニアの国民的英雄として記憶されている。フニャディの死後、ルーマニアではワラキア公ヴラド3世が彼の立場を継承してオスマン帝国への抗戦を展開する。
15世紀当時のセルビア・クロアチアにおいてはフニャディはハンガリー人としてみなされて「Ugrin Janko」「Janko the Hungarian」と呼ばれていたが後世にはフニャディをセルビアの生まれとする叙情詩（英語版）が成立した。ブルガリアの民間伝承では、フニャディの活躍は叙情詩の英雄であるYankul(a) Voivoda（英語版）に投影され、Yankul(a) Voivodaはフニャディの甥であるセーケイ・タマーシュをモデルにしたと思われる架空の英雄Sekula Detentseと行動を共にしている。
これまで西ヨーロッパ諸国がハンガリーに抱いていた「野蛮」という偏見はフニャディがオスマン帝国から挙げた戦果によって覆され、ハンガリーはヨーロッパのキリスト教世界から「全ヨーロッパの守護者」と見なされるようになる。フランスの年代記作家・外交官のフィリップ・ド・コミーヌはフニャディについて、「長い間ハンガリー王国を支え、オスマン帝国に対してたびたび勝利を収めた、勇敢かつ慎重な「ワラキアの白い騎士」」と記した。
教皇カリストゥス3世はフニャディを「過去3世紀に生まれた中でもっとも偉大な男」と賛美した。そして、毎日の正午に鐘を鳴らして信徒を集めてベオグラードで勝利を収めた「キリスト教世界の守護者」フニャディに祈りを奉げるよう、ヨーロッパの全ての教会に命じた。正午に鐘を鳴らす後世の教会の習慣は、ベオグラードの勝利を記念したカリストゥス3世の命令に始まると考えられている。

## 家族
1432年にハンガリー人貴族の娘シラージ・エルジェーベトと結婚した。フニャディはラースローとマーチャーシュの2人の息子をもうける。ラースロー5世が没した後、1457年にラースローはツィレイ・ウルリク殺害への関与を疑われ、反フニャディ派によって処刑された。1458年1月20日にマーチャーシュが新たなハンガリー王に選出された。マーチャーシュ1世の即位後、シラージ・エルジェーベトの弟（マーチャーシュにとっての叔父）であるシラージ・ミハーイがハンガリー王国の摂政となった。
また、エステルゴム大司教であるオラー・ミクローシュ（ニコラウス・オラフス）は、フニャディの甥にあたる。
ワラキア公ヴラド3世（ウラド・ドラキュラ）はワラキアを追われた時期、マーチャーシュ1世（前出の次男・マーチャーシュ）により軟禁されたが、その間にマーチャーシュ1世の妹、すなわちフニャディ・ヤーノシュの娘と結婚し、カトリックに改宗している。

## 登場作品
- 乙女戦争 ディーヴチー・ヴァールカ